# Lara Raj
Lara Raj (* 3. November 2005 in Chennai, Indien; bürgerlich Lara Rajagopalan) ist eine indisch-amerikanische Sängerin, Tänzerin und Schauspielerin. Bekannt wurde sie durch ihre Teilnahme an der internationalen Castingshow The Debut: Dream Academy (2023). Seit 2024 ist sie Mitglied der Pop-Girlgroup KATSEYE, die unter HYBE und Geffen Records firmiert.

## Leben
Raj wurde in Chennai im indischen Bundesstaat Tamil Nadu geboren und wuchs in Dallas und Los Angeles auf. Sie stammt aus einer tamilischen Familie – ihre Mutter ist Inderin, ihr Vater Sri Lanker.
Schon früh erhielt sie Schauspiel-, Gesangs- und Tanzunterricht, unter anderem bei der Septien Entertainment Group in Texas. Dort trat sie unter anderem im House of Blues und im Hard Rock Cafe auf.
Im Jahr 2018 war sie in einem Video der Global Girls Alliance von Michelle Obama zu sehen.

## Karriere

### 2023: The Debut: Dream Academy
Im August 2023 wurde Raj als Teilnehmerin der globalen Castingshow The Debut: Dream Academy vorgestellt, die von HYBE und Geffen Records produziert wurde. Während der Show erhielt sie durchgehend Immunität und rückte ins Finale vor. Dort belegte sie den zweiten Platz und wurde offiziell als Mitglied der neuen Girlgroup KATSEYE bestätigt.

### 2024: Debüt mit KATSEYE
Am 28. Juni 2024 debütierte Lara Raj offiziell mit KATSEYE. Die Gruppe veröffentlichte ihre erste Single und trat in verschiedenen Shows auf. Eine begleitende Netflix-Dokumentation mit dem Titel Pop Star Academy: KATSEYE dokumentiert den Entstehungsprozess der Gruppe.

## Persönliches
Im März 2025 outete sich Raj über die Plattform Weverse gegenüber Fans als queer. Sie erklärte, sie sei „half fruitcake“ und beschrieb in einem offenen Austausch ihre Gedanken zum Thema Sexualität während der Castingshow.

## Diskografie
Mit KATSEYE
- 2024: Debut (Single)[6]
- 2024: Touch (Single)
- 2024: SIS (Soft Is Strong) (EP)
- 2025: Gnarly (Single)
- 2025: Gabriela (Single)
- 2025: Beautiful Chaos (EP)

## Filmografie
- 2023: The Debut: Dream Academy (Castingshow)
- 2024: Pop Star Academy: KATSEYE (Netflix-Dokumentation)[4][7]